# Mezinárodní letiště Tocumen
Mezinárodní letiště Tocumen (španělsky Aeropuerto Internacional de Tocumen, IATA: PTY, ICAO: MPTO) je mezinárodní letiště v Panamě, hlavním městě středoamerického státu Panama. Je vzdáleno 24 km od hlavního města. V letech 2006 až 2012 prošlo rozsáhlým modernizačním programem. Je nejvytíženějším letištěm Střední Ameriky a jediným letištěm oblasti se dvěma přistávacími drahami.

## Historie
Panamské letiště bylo během druhé světové války využíváno americkou armádou. Jedním z cílů ochrany byla i ochrana Panamského průplavu. Letiště bylo oficiálně otevřeno v roce 1947 a v roce 1953 byl otevřen první terminál, který byl rozšířen a modernizován v roce 1978. Je pojmenováno podle řeky Tocumen. V letech 1981–1989 bylo letiště přejmenováno a v roce 1989, po pádu vojenské diktatury, se vrátilo k původnímu názvu. V letech 2006 až 2012 prošlo letiště další rozsáhlou modernizací, jejíž nejvýznamnější část tvoří nový terminál. Další fáze rozšíření byla zprovozněna v roce 2022. Od roku 2023 je letiště přístupné linkou č. 2 panamského metra. 

## Statistika
Letiště je regionálním uzlem pro lety do Severní, Střední a Jižní Ameriky a pro lety do Karibiku. Z evropských linek jsou provozovány lety do Madridu, Amsterdamu, Paříže a Istanbulu. V roce 2023 odbavilo letiště 17 milionů cestujících. 
Nejvytíženější linky spojují Tocumen s městy Miami, Medellín, San José, Punta Cana, Cancún, Orlando, Sao Paulo, Lima a Guayaquil (rok 2023).